# Otonyctomys hatti
Otonyctomys hatti és una espècie de mamífer rosegador de la família dels cricètids. Viu a Belize, Guatemala i Mèxic. Es tracta d'un animal nocturn i arborícola que s'alimenta principalment de llavors. El seu hàbitat natural són els boscos caducifolis i semicaducifolis. És una espècie en risc mínim, és a dir, no sembla que hi hagi cap amenaça significativa per a la seva supervivència.
L'espècie fou anomenada en honor del zoòleg i paleontòleg estatunidenc Robert Torrens Hatt.